# Claret Papiol
Antoni Maria Claret Papiol i March (Barcelona, 1954 — 23 de maig de 2025) va ser un pallasso, actor i pedagog català, conegut per la seva trajectòria en el món del clown i les arts escèniques. Va estudiar interpretació a Barcelona, Itàlia i París.
El 1976, en el context del bon moment del teatre al carrer a Catalunya, va cofundar juntament amb Jaume Mateu, conegut com a Tortell Poltrona, el duo de pallassos Germans Poltrona, pioners del clown en català.
La iniciativa de formar el duo va ser de Tortell Poltrona l'any 1975, quan Claret Papiol feia el servei militar al Prado. El duo va guanyar popularitat gràcies a una campanya de la promotora Enllaç, que promovia espectacles a les escoles catalanes. Posteriorment, les seves trajectòries professionals es van separar.
Durant els anys vuitanta, Claret Papiol es va orientar cap al pallasso teatral i va ser fundador de la Companyia Còmica La Ganga. També va cofundar el primer Circ Cric i el 1988 va crear la seva pròpia companyia, Claret Clown, amb la qual va actuar a diversos països d'Europa i Àfrica.
A més de la seva tasca com a actor, va desenvolupar la pedagogia en arts escèniques com a professor de clown a l'Escola de teatre El Galliner de Girona, a l'Escola d'Art Dramàtic La Casona i a l'Escola Memory de Barcelona. També va treballar en televisió. Va ser reconegut per la renovació del llenguatge escènic dels pallassos i per la normalització de l'ús del català en aquest àmbit.

## Premis i reconeixements
- Premi Sabatot Alegre.
- Premi FAD Sebastià Gasch.[6]
- Nas d’Or.[5]
- Dos premis Zirkòlika.[1]